# Basma Al Eshosh
Basma Al Eshosh, arab. بسمة العشوش (ur. 20 listopada 1977) – jordańska lekkoatletka, specjalizująca się w skoku o tyczce i sprincie, olimpijka.
W 2003 na Mistrzostwach panarabskich w lekkoatletyce zdobyła srebrny medal w skoku o tyczce.
W 2004 reprezentowała swój kraj na igrzyskach w Atenach – w pierwszej rundzie zajęła 6. miejsce z czasem 12.09 s.
W 2005 na Igrzyskach Azji Zachodniej zdobyła srebrny medal w biegu na 200 metrów.

## Rekordy życiowe
| Dystans                         | Wynik | Miejsce | Data                |
| ------------------------------- | ----- | ------- | ------------------- |
| Bieg na 100 metrów              | 11,97 | Algier  | 6 października 2004 |
| Bieg na 200 metrów              | 25,25 | Doha    | 9 grudnia 2005      |
| Bieg na 100 metrów przez płotki | 14,49 | Algier  | 7 października 2004 |